# Coeus
Để xem phần mềm trước đây có tên là Coeus, xem Kimba Kano
Trong thần thoại Hy Lạp, Coeus (tiếng Hy Lạp: Κοῖος; còn gọi là Koios) là một trong số 12 vị thần khổng lồ (Titan), tượng trưng cho trí tuệ. Các thần Titan là con của Uranus (Trời) và Gaia (Đất). Người tương đương với Coeus trong thần thoại Roma là Polus. Giống như hầu hết các Titan, ông không có vai trò lớn trong thần thoại Hy Lạp, chỉ được liệt kê trong danh sách, nhưng con cháu ông lại có vai trò trọng yếu.
Coeus lấy em gái Phoebe, nữ thần tượng trưng cho sự rực rỡ và Mặt Trăng, đẻ ra các thần Leto và Asteria. Leto lấy thần Zeus (con trai của hai vị thần khổng lồ Cronus và Rhea) để sinh ra Artemis và Apollo. Coeus là Titan của sự khôn ngoan, và vì vậy ông là người thông minh nhất trong các anh em trai.
Cùng với các vị thần khổng lồ khác, Coeus đã bị lật đổ bởi thần Zeus và các vị thần trên đỉnh Olympus. Sau cuộc chiến, ông và tất cả các anh trai bị Zeus đày xuống âm phủ.